# Tatsuno (Hyogo)
Tatsuno (Japans: たつの市, Tatsuno-shi) is een Japanse stad in de prefectuur Hyogo. Begin 2014 telde de stad 78.843 inwoners. Tatsuno maakt deel uit van de metropool Groot-Osaka.

## Geschiedenis
Op 1 april 1951 werd Tatsuno benoemd tot stad (shi). In 2005 werden de gemeenten Ibogawa (揖保川町), Mitsu (御津町) en Shingu (新宮町) toegevoegd aan de stad.

## Partnersteden
- Anniston, Verenigde Staten

Steden:
Aioi · Akashi · Ako · Amagasaki · Asago · Ashiya · Awaji · Himeji · Itami · Kakogawa · Kasai · Kato · Kawanishi · Kobe (hoofdstad) · Miki · Minamiawaji · Nishinomiya · Nishiwaki · Ono · Sanda · Sasayama · Shiso · Sumoto · Takarazuka · Takasago · Tamba · Tatsuno · Toyooka · Yabu

Districten:
Ako · Ibo · Kako · Kanzaki · Kawabe · Mikata · Sayo · Taka
Gemeenten per district